# Marcel Borràs
Marcel Borràs, född 27 november 1989 i Olot, Girona, är en spansk skådespelare.
Borràs har bland annat medverkat i TV-serierna This Is Not Sweden, El inmortal och Galgos.

## Filmografi (i urval)
- 2022–2024 – El inmortal (TV-serie)
- 2024 – This Is Not Sweden (TV-serie)
- 2024 – Galgos (TV-serie)